# Хари Джонсън
Хари Гордън Джонсън (1923 – 1977) е канадски икономист, изследвал проблеми в областта на международната търговия и международните финанси. 

## Биография
Роден е на 26 май 1923 в Торонто, Канада, по-големият от двамата синове на Хенри Хърбърт Джонсън, вестникар и по-късно секретар на Либералната партия на Онтарио, и неговата съпруга, Франсис Лили Мюа, лектор по детска психология към Института по детска психология на Университета в Торонто.